# Style grand sceau
Pour les articles homonymes, voir Sceau.

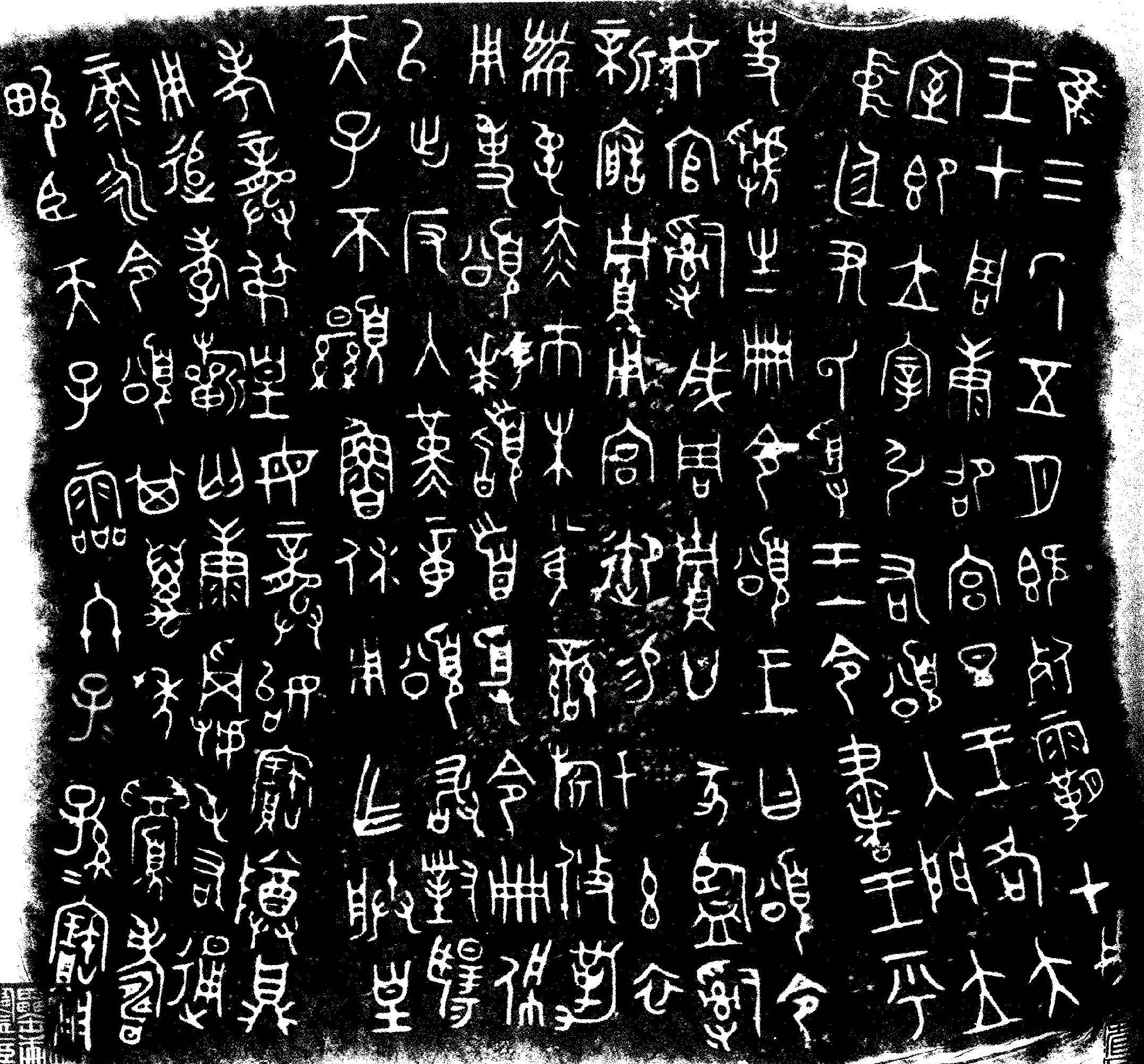
Style grand sceau.

Le grand style sigillaire ou style grand sceau (chinois : 大篆 ; pinyin : Dàzhuàn) est un style de caractères chinois antérieur à la dynastie Qin (221 av. J.-C. — 206 av. J.-C.), que l'on déclare communément aujourd'hui comme étant très proche du style d'écriture de la dynastie Zhou (-1045 – -256) occidentale et début de la dynastie Zhou orientale, et plus largement comme incluant également des éléments du style d'écriture ossécaille (XVe siècle au xe siècle av. J.-C.). Le terme est en contraste avec le nom de l'écriture officielle de la dynastie Qin, souvent appelée style petit sceau ou petit sigillaire (小篆, Xiǎozhuàn). Cependant, en raison de l'imprécision du terme, les spécialistes l'évitent souvent et se réfèrent plus spécifiquement à la provenance d'exemples d'écriture particuliers.
Durant la dynastie Han, quand l'écriture des clercs devint la forme commune d'écriture et que l'écriture (petit) sigillaire se vit reléguée à un usage plus formel, tel que sur les sceaux de chevalière et les titres de stèle (plaques commémoratives en pierre, en vogue à l'époque), les gens commencèrent à se référer à l'écriture du début de la dynastie Qin comme au style « sceau » (à cause de leur usage perpétré sur les sceaux de chevalière). À cette époque, il subsistait encore la connaissance de tracés plus anciens et plus complexes (datant de la fin de la dynastie Zhou, et directement à l'origine des formes Qin), différant des formes du style sceau de la dynastie Qin, mais qui lui ressemblait dans leur style courbe (en opposition au style d'écriture des clercs, plutôt carré et rectiligne). Deux termes émergèrent pour décrire ces styles d'écriture : « style grand sceau » pour les formes plus anciennes et complexes, et « style petit sceau » pour les formes de la dynastie Qin.
C'est seulement récemment que le terme « style grand sceau » a été étendu également aux formes Zhou occidentales et même aux écritures des os oraculaires. Le terme « style grand sceau » est parfois identifié traditionnellement à l'aide d'un groupe de caractères d'un livre du VIIIe siècle av. J.-C., intitulé Shizhoupian (史籀篇), préservés par leur inclusion dans le lexique du style de la dynastie Han, le Shuowen Jiezi. Xu Shen, l'auteur du Shuowen, a intégré ces caractères à son œuvre lorsqu'ils différaient de l'écriture (petit) sigillaire de Qin, et les a catalogués comme Zhòuwén (籀文) ou « tracés Zhòu ». Ce nom provient du nom du livre, et non pas du nom d'une écriture. Cependant, il n'est pas correct de désigner l'écriture de la dynastie Zhoū (周) du VIIIe siècle av. J.-C. comme Zhòuwén. De même, les tracés Zhòu sont simplement des exemples de style grand sceau lorsque ce terme est utilisé au sens large.